# Discografia di Khalid
La discografia di Khalid comprende due album in studio, un EP, diciassette singoli e dodici video musicali per la RCA Records e Columbia Records.

## Album

### Album in studio
| Anno | Album                                                                                       | Posizioni in classifica | Posizioni in classifica | Posizioni in classifica | Posizioni in classifica | Posizioni in classifica | Posizioni in classifica | Posizioni in classifica | Posizioni in classifica | Posizioni in classifica | Posizioni in classifica | Certificazioni                                | Vendite                                                          |
| Anno | Album                                                                                       | U.S.                    | UK                      | AUS                     | IRE                     | CA                      | NZ                      | ITA                     | SWE                     | FRA                     | NLD                     | Certificazioni                                | Vendite                                                          |
| ---- | ------------------------------------------------------------------------------------------- | ----------------------- | ----------------------- | ----------------------- | ----------------------- | ----------------------- | ----------------------- | ----------------------- | ----------------------- | ----------------------- | ----------------------- | --------------------------------------------- | ---------------------------------------------------------------- |
| 2017 | American Teen - Primo studio album - Uscita: 3 marzo 2017 - Formati: CD, download digitale  | 4                       | 44                      | 13                      | 18                      | 8                       | 5                       | —                       | 15                      | 177                     | 26                      | - RIAA: 3× platino - BPI: Oro - ARIA: platino | - U.S.: 3 000 000 - UK: 100 000 - AUS: 70 000 - Mondo: 3 300 000 |
| 2019 | Free Spirit - Secondo studio album - Uscita: 5 aprile 2019 - Formati: CD, download digitale | 1                       | 2                       | 2                       | 2                       | 1                       | 2                       | 62                      | 3                       | 42                      | 3                       | - RIAA: Platino - BPI: Oro - ARIA: Oro        | - U.S.: 1 000 000 - UK: 100 000 - AUS: 35 000 - Mondo: 1 400 000 |
| 2024 | Sincere - Secondo studio album - Uscita: 2 aprile 2024 - Formati: CD, download digitale     | '                       |                         |                         |                         |                         |                         |                         |                         |                         |                         |                                               |                                                                  |

### Extended Play
| Anno | Album                                                                             | Posizioni in classifica | Posizioni in classifica | Posizioni in classifica | Posizioni in classifica | Posizioni in classifica | Posizioni in classifica | Posizioni in classifica | Posizioni in classifica | Posizioni in classifica | Posizioni in classifica | Certificazioni | Vendite        |
| Anno | Album                                                                             | U.S.                    | UK                      | AUS                     | IRE                     | CA                      | NZ                      | ITA                     | SWE                     | FRA                     | NLD                     | Certificazioni | Vendite        |
| ---- | --------------------------------------------------------------------------------- | ----------------------- | ----------------------- | ----------------------- | ----------------------- | ----------------------- | ----------------------- | ----------------------- | ----------------------- | ----------------------- | ----------------------- | -------------- | -------------- |
| 2018 | Suncity - Extended Play - Uscita:19 ottobre 2018 - Formati: CD, download digitale | 8                       | 20                      | 9                       | 4                       | 6                       | 11                      | —                       | 3                       | —                       | 10                      |                | - U.S.: 50 000 |

### Mixtape
| 2021 | Scenic Drive - Uscita:3 dicembre 2021 - Formati: download digitale | 54 | 62 | 51 | 37 | 94 |
|      |                                                                    |    |    |    |    |    |

## Singoli
| Anno                                         | Singolo                            | Posizioni in classifica | Posizioni in classifica | Posizioni in classifica | Posizioni in classifica | Posizioni in classifica | Posizioni in classifica | Posizioni in classifica | Posizioni in classifica | Posizioni in classifica | Posizioni in classifica | Certificazioni e vendite                                                | Album         |
| Anno                                         | Singolo                            | U.S.                    | U.S. R&B                | UK                      | AUS                     | IRE                     | CA                      | NZ                      | ITA                     | SWE                     | FRA                     | Certificazioni e vendite                                                | Album         |
| -------------------------------------------- | ---------------------------------- | ----------------------- | ----------------------- | ----------------------- | ----------------------- | ----------------------- | ----------------------- | ----------------------- | ----------------------- | ----------------------- | ----------------------- | ----------------------------------------------------------------------- | ------------- |
| 2017                                         | Location                           | 16                      | 8                       | 67                      | 39                      | 77                      | 48                      | 11                      | —                       | —                       | —                       | - RIAA: 7× platino - BPI: Platino - ARIA: 5x platino - Mondo: 8 600 000 | American Teen |
| 2017                                         | Young Dumb & Broke                 | 18                      | 8                       | 17                      | 4                       | 17                      | 22                      | 1                       | —                       | 63                      | 145                     | - RIAA: 6× platino - BPI: Platino - ARIA: 7x platino - Mondo: 7 700 000 | American Teen |
| 2017                                         | Saved                              | —                       | —                       | —                       | 92                      | —                       | —                       | —                       | —                       | —                       | —                       | - RIAA: 2× platino - BPI: argento - ARIA: platino - Mondo: 2 300 000    | American Teen |
| 2018                                         | OTW (feat. Ty Dolla Sign)          | 57                      | 34                      | 60                      | 27                      | 57                      | 30                      | 11                      | —                       | 52                      | —                       | - RIAA: 2× platino - BPI: Argento - ARIA: 3x platino - Mondo: 2 500 000 | Suncity       |
| 2018                                         | Suncity (feat. Empress Of)         | 88                      | 43                      | 41                      | 39                      | —                       | 43                      | 35                      | —                       | 21                      | —                       | - RIAA: Oro - ARIA: Platino                                             | Suncity       |
| 2018                                         | Better                             | 8                       | 5                       | 15                      | 6                       | 8                       | 14                      | 4                       | —                       | 13                      | —                       | - BPI: Platino - ARIA: 6x Platino - Mondo: 1 500 000                    | Free Spirit   |
| 2019                                         | Saturday Nights (feat. Kane Brown) | 57                      | 21                      | 31                      | 27                      | 9                       | —                       | 8                       | —                       | 77                      | —                       | - BPI: Argento - ARIA: 2x platino                                       | Free Spirit   |
| 2019                                         | Talk                               | 3                       | 2                       | 9                       | 4                       | 8                       | 14                      | 1                       | —                       | 32                      | 97                      | - RIAA: 4x Platino - BPI: Platino - ARIA: 4x Platino - Mondo: 5 400 000 | Free Spirit   |
| 2019                                         | Right Back                         | 73                      | 29                      | 71                      | —                       | 53                      | 58                      | 5                       | —                       | —                       | —                       | - RIAA: Platino - ARIA: Oro                                             | Free Spirit   |
| 2019                                         | My Bad                             | 55                      | 19                      | 32                      | 14                      | 16                      | 14                      | 10                      | —                       | 96                      | —                       | - RIAA: Platino - ARIA: Platino                                         | Free Spirit   |
| 2019                                         | Outta My Head (feat. John Mayer)   | 58                      | 22                      | 45                      | 20                      | —                       | 20                      | 20                      | —                       | 43                      | —                       | - ARIA: Oro                                                             | Free Spirit   |
| "—" indica singoli non entrati in classifica |                                    |                         |                         |                         |                         |                         |                         |                         |                         |                         |                         |                                                                         |               |

### Collaborazioni
| Anno                                         | Singolo                                                           | Posizioni in classifica | Posizioni in classifica | Posizioni in classifica | Posizioni in classifica | Posizioni in classifica | Posizioni in classifica | Posizioni in classifica | Posizioni in classifica | Posizioni in classifica | Posizioni in classifica | Certificazioni e vendite                                                   | Album                        |
| Anno                                         | Singolo                                                           | U.S.                    | U.S. R&B                | UK                      | AUS                     | IRE                     | CA                      | NZ                      | ITA                     | SWE                     | FRA                     | Certificazioni e vendite                                                   | Album                        |
| -------------------------------------------- | ----------------------------------------------------------------- | ----------------------- | ----------------------- | ----------------------- | ----------------------- | ----------------------- | ----------------------- | ----------------------- | ----------------------- | ----------------------- | ----------------------- | -------------------------------------------------------------------------- | ---------------------------- |
| 2017                                         | 1-800-273-8255 (Logic feat. Khalid e Alessia Cara)                | 3                       | 2                       | 9                       | 5                       | 9                       | 6                       | 6                       | 65                      | 4                       | 99                      | - RIAA: 6× platino - BPI: Platino - ARIA: 3x platino - Mondo: 7 680 000    | Everybody                    |
| 2017                                         | Rollin (Calvin Harris feat. Khalid e Future)                      | 62                      | 27                      | 43                      | 40                      | 23                      | 36                      | 34                      | —                       | 85                      | 38                      | - RIAA: Platino - BPI: Argento - ARIA: Oro                                 | Funk Wav Bounces Vol. 1      |
| 2017                                         | Silence (Marshmello feat. Khalid)                                 | 30                      | —                       | 3                       | 5                       | 4                       | 7                       | 3                       | 45                      | 5                       | 129                     | - RIAA: Platino - BPI: 2x platino - ARIA: 7x platino - Mondo: 4 000 000    | N/A                          |
| 2017                                         | Homemade Dynamite (Remix) (Lorde feat. Khalid, Post Malone e SZA) | 92                      | —                       | —                       | 23                      | —                       | 54                      | 20                      | —                       | —                       | —                       | - ARIA: 2x platino                                                         | Melodrama                    |
| 2018                                         | Youth (Shawn Mendes feat. Khalid)                                 | 65                      | —                       | 35                      | 19                      | 29                      | 22                      | 22                      | 57                      | 23                      | 82                      | - RIAA: Oro - BPI: Oro - ARIA: Oro                                         | Shawn Mendes                 |
| 2018                                         | Ocean (Martin Garrix feat. Khalid)                                | 78                      | —                       | 25                      | 12                      | 14                      | 28                      | 11                      | 78                      | 11                      | 127                     | - RIAA: Platino - BPI: Oro - ARIA: 3x platino                              | N/A                          |
| 2018                                         | Eastside (Benny Blanco feat. Khalid e Halsey)                     | 9                       | —                       | 1                       | 2                       | 1                       | 2                       | 1                       | 59                      | 7                       | 97                      | - RIAA: 4× platino - BPI: 2x platino - ARIA: 9x platino - Mondo: 6 900 000 | Friends Keep Secrets         |
| 2019                                         | Beautiful People (Ed Sheeran feat. Khalid)                        | 13                      | —                       | 1                       | 4                       | 2                       | 6                       | 2                       | 30                      | 3                       | 34                      | - RIAA: Platino - BPI: 2x platino - ARIA: 3x platino - Mondo: 3 300 000    | No. 6 Collaborations Project |
| 2019                                         | Hurts 2B Human (Pink feat. Khalid)                                | —                       | —                       | 61                      | 48                      | 55                      | 87                      | —                       | —                       | —                       | 173                     |                                                                            | Hurts 2B Human               |
| 2020                                         | Experience (Victoria Monét feat. Khalid e SG Lewis)               | —                       | —                       | —                       | —                       | —                       | —                       | —                       | —                       | —                       | —                       |                                                                            | Jaguar                       |
| 2020                                         | Know Your Worth (Disclosure feat. Khalid)                         | 57                      | 26                      | 27                      | 31                      | 25                      | 46                      | 31                      | —                       | 64                      | —                       | - BPI: Argento - ARIA: Platino                                             | Energy                       |
| 2020                                         | Be Like That (Kane Brown feat. Khalid)                            | 37                      | —                       | —                       | 69                      | —                       | 30                      | —                       | —                       | —                       | —                       |                                                                            | Mixtape, Vol. 1              |
| 2020                                         | So Done (Alicia Keys feat. Khalid)                                | —                       | —                       | —                       | —                       | —                       | —                       | 10                      | —                       | —                       | —                       |                                                                            | Alicia                       |
| "—" indica singoli non entrati in classifica |                                                                   |                         |                         |                         |                         |                         |                         |                         |                         |                         |                         |                                                                            |                              |

### Colonne sonore
| Anno                                         | Singolo                      | Posizioni in classifica | Posizioni in classifica | Posizioni in classifica | Posizioni in classifica | Posizioni in classifica | Posizioni in classifica | Posizioni in classifica | Posizioni in classifica | Certificazioni e vendite                                                | Album/Film                    | Ruolo                         |
| Anno                                         | Singolo                      | U.S.                    | UK                      | AUS                     | IRE                     | CA                      | NZ                      | SWE                     | FRA                     | Certificazioni e vendite                                                | Album/Film                    | Ruolo                         |
| -------------------------------------------- | ---------------------------- | ----------------------- | ----------------------- | ----------------------- | ----------------------- | ----------------------- | ----------------------- | ----------------------- | ----------------------- | ----------------------------------------------------------------------- | ----------------------------- | ----------------------------- |
| 2018                                         | Love Lies (feat. Normani)    | 9                       | 12                      | 3                       | 8                       | 21                      | 2                       | 12                      | —                       | - RIAA: 4× platino - BPI: Platino - ARIA: 5x platino - Mondo: 5 500 000 | Love, Simon -Sountrack        | Autore, partecipazione vocale |
| 2018                                         | Lovely (feat. Billie Eilish) | 64                      | 47                      | 5                       | 25                      | 46                      | 4                       | 51                      | 17                      | - RIAA: 2× platino - BPI: Platino - ARIA: 5x platino - Mondo: 4 200 000 | 13 Reasons Why 2 - Soundtrack | Autore, partecipazione vocale |
| 2018                                         | The Ways (feat. Swae Lee)    | 63                      | 54                      | —                       | —                       | 53                      | —                       | 96                      | —                       |                                                                         | Black Panther Soundtrack      | Autore, partecipazione vocale |
| 2018                                         | This Way (feat. H.E.R.)      | —                       | —                       | —                       | —                       | —                       | —                       | —                       | —                       | - RIAA: Oro                                                             | Superfly                      | Autore, partecipazione vocale |
| "—" indica singoli non entrati in classifica |                              |                         |                         |                         |                         |                         |                         |                         |                         |                                                                         |                               |                               |